# 池上恵美
池上 恵美(いけがみ えみ､1977年8月28日 -)は、日本のAV女優。

## 略歴・人物
- 1995年にシャイ企画の「フェロモン」でAVデビュー。
- FANZAプロフィールでは、スリーサイズはB:88cm W:57cm H:90cmとしている。[1]

## 作品

### アダルトビデオ
1995年
- フェロモン（8月17日、シャイ企画） ※デビュー作
- 池上恵美 新任女教師甘い放課後Lesson 4（9月29日、シェール）
- バーチャエクスタシー 池上恵美（10月30日、シェール）
- 若妻妖艶事情 池上恵美（11月18日、シャイ企画）

1996年
- 全身ハードコア・池上恵美 抱けばいい、気がすむまで… 池上恵美（1月18日、V&Rプランニング / VOGUE）
- 妖宴（2月25日、シェール）
- H H H-トリプルエッチ（4月5日、サマンサ）共演 高見ゆめか エリカ
- 女教師乱れ泣き 奴隷遊戯（4月30日、エイトマン）共演:小室友里 他
- 若妻調教 痴漢電車（5月16日、笠倉出版社）
- お嬢様女教師 3 泣きくずれた放課後（6月21日、クリスタル映像）共演 浜田範子、桜井麻帆
- 女教師乱れ泣き・奴隷遊戯 続編 絶叫!悪夢のSEX学園 レイプ!SM!乱!（6月29日、エイトマン）
- しゃぶり抜いて45（7月4日、笠倉出版社）
- 背徳飛行 奴隷スチュワーデス（8月9日、シネマジック）
- ジーザス栗と栗鼠スーパースタースペシャル（10月24日、ノアセレクトスペシャル）
- スチュワーデス愛奴SPECIAL（11月22日、シネマジック）他出演 浅間夕子、岡村絵里子、野口由香
- 女教師乱れ泣き・奴隷遊戯 濃縮版（12月5日、h.m.p）共演 愛田るか、ほか多数
- にっぽんAV女優伝 転生ノ章（12月6日、メディアステーション）共演 渡辺えりか、真純まこ
- AVアイドル大集合 エロすぐり8連発！極上娘喰いまくり編（12月19日、h.m.p）＊オムニバス作品

1997年
- 受付嬢ずな腰使い 池上恵美・武藤かなえ（2月18日、シェール）
- ベスト・オブ・シネマジック 被虐の天使たち'96（4月4日、シネマジック）＊オムニバス作品

1998年
- 妖宴 特別編集版（3月31日、エッチ アール シー）他出演 麻生早苗、水原美々

1999年
- 妖宴 SPECIAL EDITION（5月25日、エッチ アール シー）他出演 若菜瀬奈、宮木汐音、麻生早苗、水原美々
  - 妖宴 SPECIAL EDIT（2001年3月23日、エッチ アール シー HDV-4）全5名

発売日不明
- ぬるぬる! ぐちょぐちょローション天国（CRUSE）
- くちぬき（SANTAFE）
- ダブルバージョンファック 北原梨奈・池上恵美（アート・エンタープライズ）
- 冬物語2（アート・エンタープライズ）

以下VHS再発作品またはオムニバス
- ぶっかけ王 ガチンコ150発!（2001年1月21日、V&Rプロダクツ）他多数出演
- ジーザス栗と栗鼠外伝 涙とスペルマ20人スペシャル（2002年12月21日、V&Rプランニング）＊オムニバス作品
- ラブシネ 3（2003年1月10日、ビデオバンク）オムニバス作品 他多数出演
- 被虐のフライト（2004年9月24日、シネマジック）共演 浅間夕子、有森いずみ
- 悪夢!獣たちのSEX学園（2007年12月10日、h.m.p）＊オムニバス作品
- 高度三万フィートからの帰還隷嬢 蠱惑のキャビンアテンダント ザ・ベスト（2014年11月1日、シネマジック）＊オムニバス作品